# ساحة الجمهورية (باريس)
ساحة الجمهورية بالفرنسية (La place de la République) ساحة من ساحات باريس تقع على الحدود بين الدائرةالحادية عشرة والدائرة العاشرة والدائرة الثالثة في باريس. كان يطلق عليها «ساحة شاتو دو» أي «خزان الماء» حتى عام 1879.
يتم القدوم إلى هذا المكان من سبعة شوارع رئيسية. وخمسة خطوط مترو باريس تصل إلى هناك، مما يجعل هذه الساحة عقدة مواصلات هامة.
فيها تم تنظيم حركة ليلة وقوف في عام 2017. كما أنه تعتبر مقراً للاحتجاجات.

## التاريخ
زينت في عام 1811 مع نافورة صممها جيرار. أخذت شكلها الحالي في عهد الامبراطورية الثانية عندما شُق بولفارد ماجنتا، (الآن شارع الجمهورية) وشارع الأمير يوجين، اليوم هو شارع فولتير. 
ثم تم هدم الكثير من المسارح في شارع المعبد. بما في ذلك مسرح ليريك (Lyrique) الذي أسسه ألكسندر دوماس 20 شباط. فبراير 1847 واختفى في 20 كانون الأول / ديسمبر 1850. في الواقع بنيت إدارة البارون هوسمان مربع مستطيل كبير بطول 280 متر وعرض 120 والذي أصبح لاحقاً هذه الساحة.

## المعالم
تعتبر ساحة الجمهورية كأحد المعالم السياحية والمواقع الأثرية في باريس.